# Taner Sağır
Taner Sağır, né le 13 mars 1985 à Kardzhali en Bulgarie, est un champion du monde et champion olympique d'haltérophilie turc. Arrivé à Athènes en tant que détenteur de tous les records du monde juniors à l'âge de seulement 19 ans, il bat les records olympiques dans la catégorie des moins de 77 kg à l'arraché, à l'épaulé-jeté et total. Il est considéré comme un grand talent par les autorités.

## Biographie

### Jeunesse
Il naît le 13 mars 1985, en Bulgarie de parents d'origine turque. En 1989, la famille émigre en Turquie où elle s'installe d'abord dans le quartier de Batıkent à Yenimahalle, Ankara, avant de déménager plus tard à Pursaklar, Ankara. En 1994, Taner Sağır commence l'haltérophilie à Pursaklar. Il est le frère cadet de l'haltérophile olympique Nezir Sağır

### Carrière sportive
Taner Sağır, 1,70 m, est étudiant en éducation physique et sportive. Muharrem Süleymanoğlu et Osman Nuri Vural l'entraînent au club Demirspor d'Ankara, en Turquie.
Comme il a un visage plutôt enfantin, il joue dans quelques publicités lors des Jeux olympiques d'Athènes en 2004.
Il ne termine pas l'épreuve après trois échecs à l'arraché aux Jeux olympiques d'été de 2008.
Il ne participe plus à des événements majeurs depuis 2008, en raison d'une blessure à la colonne vertébrale. 

### Vie personnelle
Le 30 août 2008, il épouse Sibel Güler, double championne d'Europe de taekwondo et immigrée bulgare. Le couple a un enfant. La famille réside à Ankara dans une rue qui porte son nom .